# 1952年ヘルシンキオリンピックのルクセンブルク選手団
1952年ヘルシンキオリンピックのルクセンブルク選手団（1952ねんヘルシンキオリンピックのルクセンブルクせんしゅだん）は、1952年7月19日から8月3日にかけてフィンランドの首都ヘルシンキで開催された1952年ヘルシンキオリンピックのルクセンブルク選手団、およびその競技結果。

## 概要
今大会は金メダル1個、合計1個のメダルを獲得した。ルクセンブルクの選手が金メダルを獲得したのは史上初。

## メダル
| メダル | 選手名           | 競技 | 種目      |
| ------ | ---------------- | ---- | --------- |
| 金     | ヨジー・バーテル | 陸上 | 男子1500m |